# Retaggio d'odio
Retaggio d'odio è un film muto italiano del 1914 diretto da Nino Oxilia.

## Trama
Il conte di Lagoscuro vive con le figlie Maria e Bianca. Un giorno i loro vicini organizzano una raccolta fondi per beneficenza nella quale Maria recita la parte dell'innamorata. Nonostante la finzione si innamora veramente di Mario Steno e abbandona la casa paterna. Per evitare al padre lo scandalo simula la propria morte: abbandona il proprio scialle su una barca che vaga alla deriva. Per tutti risulta morta, solo sua sorella Bianca conosce la verità. Con la fine dei suoi risparmi finisce anche il suo sogno e Steno l'abbandona. Vorrebbe tornare da suo padre ma nemmeno essere di ostacolo al matrimonio della sorella con il barone Lanzi.
Un uomo malvagio la trova priva di sensi e la porta in una bettola dove, per vivere, la costrige a fare la cameriera. Una sera viena notata da un impresario impressionato dalla naturalezza con cui si muove. Comprendendo il suo talento la convince a recitare con il nome di Mary Lagos. Maria, ormai famosa, vorrebbe rivedere la sorella e le scrive ma il barone Lanzi intercetta la lettera e, scandalizzato dalla vita di Maria, interrompe la relazione con Bianca che si suicida. Maria, decisa a vendicarsi, con il suo fascino conquista il cuore di Lanzi, che non la riconosce, precipitandolo nel disonore.

## Distribuzione
Oltre che in Italia, il film è stato proiettato nei principali paesi europei:
- in  Francia con il titolo Serment de haine
- in  Spagna con il titolo Herencia de odio
- nel  Regno Unito con il titolo The Inheritance of Hate
- nei  Paesi Bassi con il titolo Eed van Haat